# Hanchet End
Hanchet End – osada w Anglii, w Suffolk. Leży 51,6 km od miasta Ipswich i 72,8 km od Londynu. Hanchet jest wspomniana w Domesday Book (1086) jako Haningehest.